# Глодер, Джампьеро
Джампьеро Глодер (итал. Giampiero Gloder, род. 15 мая 1958, Азиаго, провинция Виченца, область Венеция, Италия) — итальянский прелат, ватиканский дипломат и куриальный сановник. Титулярный архиепископ Тельде с 21 сентября 2013. Президент Папской Церковной академии с 21 сентября 2013 по 11 октября 2019. Вице-камерленго Святой Римской Церкви с 20 декабря 2014 по 19 октября 2020. Апостольский нунций на Кубе с 11 октября 2019 по 23 февраля 2024. Апостольский нунций в Румынии и Молдавии с 23 февраля 2024.

## Священство
6 июня 1983 года рукоположён в священники. Имеет степень по догматическому богословию.
1 июля 1992 года поступил на дипломатическую службу Святого Престола и назначен сотрудником нунциатуры в Гватемале.
С 1 июля 1993 года — секретарь 2 класса
С 16 июня 1995 года переведён на работу в Отдел общих вопросов Государственного секретариата.
С 1 июля 1997 года — секретарь 1 класса. С 1 июля 2001 года — советник 2 класса, а с 1 июля 2005 года — советник 1 класса.
С 23 сентября 2003 года — Почётный прелат Его Святейшества
До сентября 2013 года занимал должность начальника отдела по особым поручениям Государственного секретариата.

## Епископское служение
С 21 сентября 2013 года — титулярный архиепископ Тельде, апостольский нунций и президент Папской Церковной академии.

## Апостольский нунций

### Апостольский нунций на Кубе
11 октября 2019 года Папа Франциск назначил архиепископа Джампьеро Глодера апостольским нунцием на Кубе.
23 февраля 2024 года Папа Франциск назначил архиепископа Джампьеро Глодера апостольским нунцием в Румынии и Молдавии.

## Владение иностранными языками
Владеет французским, английским и испанским языками.

## Награды
- Командор ордена «За заслуги перед Итальянской Республикой» (5 февраля 2007 года)[4].